# Мохаммед Вахид Дин
Мохаммед Вахид Дин (мальд. މުޙައްމަދު ވަހީދުއްދީން) — мальдивский политик. Занимал должность вице-президента Мальдив с 25 апреля 2012 года по 10 ноября 2013 года.

## Биография
Мохаммед Вахид Дин является сыном принца Абдуллы Имаадуддина и Коли Дхон Диди. Мохаммед один из членов королевской семьи, его дед Мухаммад Имаадуддин IV был султаном Мальдив в XIX веке. При президенте Момуне Абдуле Гаюме Мохаммед Вахид Дин занимал пост министра развития атоллов, а затем министра молодежи и спорта. 10 ноября 2013 года Мохаммед покинул должность вице-президента, следующим вице-президентом стал Мохамед Джамиль Ахмед.